# BioRitme (festival)
BioRitme és un festival musical que se celebra anualment, durant els mesos d'estiu, i en els darrers anys durant el mes d'agost, des de l'any 2013, al municipi de Vilanova de Sau, al voltant del Pantà de Sau, a un recinte situat a la Casa Colònies Can Mateu de la Fundació Catalana de l'Esplai (Fundesplai).
El festival de música BioRitme, a més de les accions estrictament musicals, amb un cartell ple de grups coneguts, també programa un conjunt d'activitats paral·leles centrades en la consciència ecològica i en altres temes d'actualitat, relacionades amb la consciència i l'activisme com tallers, zona de chill out, zona infantil, terapeutes, ONG i associacions, turisme rural, piragüisme, bioconstrucció, energies renovables, teatre, zona de malabars i circ.
Alguns dels grups participants en l'edició de 2019 foren SFDK, Oques Grasses, Tribade rap, Adala, La Sra. Tomasa, els holandesos Zep and friends, Ebri Knight, Roba Estesa, Auxili i Tremenda Jauría i La Sra. Tomasa.

## Edicions
- 1a: 7, 8 i 9 de juny de 2013[7]
- 2a: 10, 11, 12 i 13 de juliol de 2014
- 3a: 27, 28, 29 i 30 d'agost de 2015[8]
- 4a: 25, 26, 27 i 28 d'agost de 2016[9]
- 5a: 24, 25, 26 i 27 d'agost de 2017[1]
- 6a: 23, 24, 25 i 26 d'agost de 2018[5]
- 7a: 22, 23, 24 i 25 d'agost de 2019[2]